# Orthogonioptilum prox
Orthogonioptilum prox är en fjärilsart som beskrevs av Karsch 1893. Orthogonioptilum prox ingår i släktet Orthogonioptilum och familjen påfågelsspinnare. Inga underarter finns listade i Catalogue of Life.